# Álvaro Obregón, Chalchicomula de Sesma
Álvaro Obregón är en ort i Mexiko.   Den ligger i kommunen Chalchicomula de Sesma och delstaten Puebla, i den sydöstra delen av landet, 190 km öster om huvudstaden Mexico City. Álvaro Obregón ligger 2 478 meter över havet och antalet invånare är 505.
Terrängen runt Álvaro Obregón är platt åt sydväst, men åt nordost är den kuperad.Runt Álvaro Obregón är det ganska tätbefolkat, med 155 invånare per kvadratkilometer. Närmaste större samhälle är San José Esperanza, 5,0 km söder om Álvaro Obregón. Omgivningarna runt Álvaro Obregón är en mosaik av jordbruksmark och naturlig växtlighet.